# Новосёлов, Андрей Александрович
Андрей Александрович Новосёлов (род. 24 ноября 1989 года, в Перми, РСФСР, СССР) — российский фигурист выступающий с конца лета 2018 года в парном катании с Ксенией Столбовой. В период с лета 2014 года до лета 2018 года выступал за Францию, сначала в паре с Д. Поповой. С ней стал вице-чемпионом Франции 2015 года. Летом 2015 года Новосёлов сменил партнёршу на Лолу Эсбрат, с которой стал вице-чемпионом (2017) и чемпионом Франции (2018).
По состоянию на 19 сентября 2018 года пара Эсбрат — Новосёлов занимала 19-е место в рейтинге ИСУ.

## Спортивная карьера

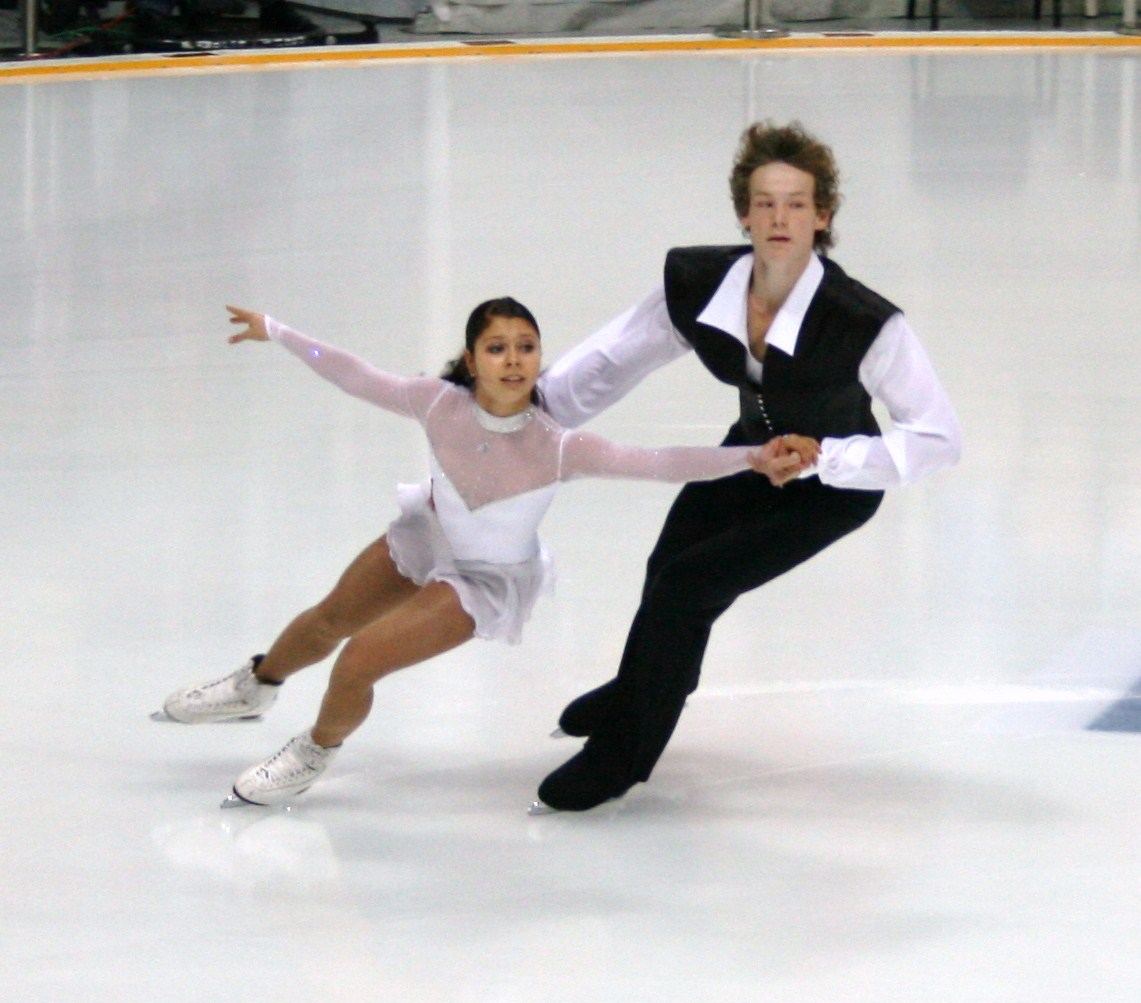
Татьяна Данилова и Андрей Новосёлов в 2009 году на Кубке России

### Российский период
Родился и вырос в Перми, где и начал заниматься фигурным катанием во Дворце спорта «Орлёнок». Сначала выступал в одиночном катании, но не достигнув больших успехов и из-за достаточного высокого роста перешёл в парное катание. Партнёршей спортсмена стала Сабина Имайкина, с которой он тренировался у Валерия и Валентины Тюковых. Во втором совместном сезоне пара дважды становилась серебряными призёрами этапов юниорской серии Гран-при, что позволило им выйти в финал, где они стали 5-ми. По окончании сезона пара распалась.
После этого фигурист переехал в Москву, чтобы тренироваться в группе Натальи Павловой, которая поставила его в пару с Татьяной Даниловой. Через два года партнёршей Андрея стала Татьяна Новик. После первого сезона результаты у пары стали снижаться и фигуристы приняли решение прекратить выступать совместно.

### Французский период
С лета 2014 года Андрей принял решение выступать за Францию и встал в пару с бывшей российской фигуристкой выступающей за Францию Дарьей Поповой. С ней они выиграли серебряные медали чемпионата Франции. Однако уже летом следующего года пара распалась и Андрей в июле 2015 года встал в пару с французской фигуристкой Лолой Эсбрат.
В конце ноября планировалось их выступление на одном из турниров в Германии. Однако в день старта пара снялась с турнира. Дебют пары пришёлся на январь 2016 года в Польше на Кубке Несквик, где фигуристы заняли третье место. Третьими они стали и на ежегодном кубке Баварии. Это всё позволило паре заработать техминимум и они были заявлены от Франции на очередное мировое первенство в США. В середине марта спортсмены приняли участие в Кубке Тироля в Инсбруке, где заняли последнее место. В начале апреля в Бостоне на мировом чемпионате французская пара сумела пробиться в число участников произвольной программы. При этом были улучшены все прежние спортивные достижения пары (однако ещё не были достигнуты прежние достижения Андрея).
В новом предолимпийском сезоне в штаб пары добавился ещё один специалист, бывший польский парник Мариуш Сюдек. Сезон пара начала относительно поздно, в начале декабря; изначально фигуристы были заявлены на одном из этапов Гран-при, но незадолго до старта они снялись. Лишь в декабре в Дортмунде они стартовали на соревнованиях за Трофей Северной Рейн-Вестфалии, где были вторыми и улучшили прежнее достижение в произвольной программе. В середине декабря фигуристы приняли участие в чемпионате Франции в Кане, где Андрей уверенно, во второй раз, финишировал с серебром. В начале января 2017 года пара выступала в Торуни на Кубке Нестли Несквик, где фигуристы финишировали пятыми, но улучшили прежние достижения в произвольной программе. В конце января фигуристы дебютировали на европейском чемпионате в Остраве, где финишировали во второй половине таблицы, но при этом улучшили свои прежние достижения в сумме и произвольной программе. В конце марта французские фигуристы выступали на мировом чемпионате в Хельсинки, где выступили очень не удачно и не прошли в финальную часть.
Новый олимпийский сезон французские парники начали дома в середине октября в Ницце на Кубке города, где они финишировали только в пятёрке лучших. В середине ноября пара дебютировала на домашнем этапе Гран-при, где они заняли предпоследнее место. При этом им удалось незначительно превзойти свои прежние достижения в сумме и произвольной программе. Однако через неделю в Таллине на турнире города французские фигуристы финишировали рядом с пьедесталом и при этом они улучшили все свои прежние спортивные достижения. Через месяц на национальном чемпионате в Нанте франко-русская пара впервые стала чемпионами страны. Ещё больший успех пару ожидал в Москве на континентальном чемпионате, где они сумели финишировать в числе десяти лучших, при этом они улучшили свои прежние достижения в сумме и произвольной программе.
В завершающей стадии подготовки к новому сезону 2018/2019 внезапно для всех французско-русская пара распалась. Как оказалось впоследствии, фигурист встал в пару с россиянкой Ксенией Столбовой.

### Возвращение в Россию
Послеолимпийский сезон 2018 — 2019 годов пара пропустила из-за карантина партнёра, вызванного сменой спортивного гражданства. Весь сезон пара не принимала участие в соревнованиях и занималась только отработкой элементов и скаткой. По окончании сезона фигуристы приняли решение жить и тренироваться в родном городе Андрея, Перми.
В начале лета 2019 года французская федерация дала разрешение новой паре Новосёлова выступать за Россию.
Дебютировала на соревнованиях новая пара в ноябре 2019 года на этапе Гран-при Rostelecom Cup 2019, где спортсмены допустили несколько грубых ошибок и заняли лишь пятое место.

## Программы
(с Т. Даниловой)
| Сезон     | Короткая программа            | Произвольная программа                  |
| --------- | ----------------------------- | --------------------------------------- |
| 2010—2011 | «Concerto for Violin» Сен-Прё | «El Dia Que Me Quieras» Рауль ди Бласио |

## Результаты выступлений
(с К. Столбовой)

### За Россию (с 2019 года)
| Соревнования/Сезон | 2019—2020 |
| ------------------ | --------- |
| Rostelecom Cup     | 5         |

### За Францию
(с Л. Эсбрат)
| Соревнования/Сезон                       | 2015—2016 | 2016—2017 | 2017—2018 |
| ---------------------------------------- | --------- | --------- | --------- |
| Чемпионаты мира                          | 16        | 27        | 25        |
| Чемпионаты Европы                        |           | 13        | 10        |
| Этапы Гран-при: Internationaux de France |           | WD        | 7         |
| Таллинский Трофей                        |           |           | 4         |
| Кубок Нестли Несквик                     | 3         | 5         |           |
| Кубок Баварии                            | 3         | WD        |           |
| Кубок Тироля                             | 4         |           |           |
| Трофей СР-В                              |           | 2         |           |
| Кубок Ниццы                              |           |           | 5         |
| Чемпионаты Франции                       |           | 2         | 1         |

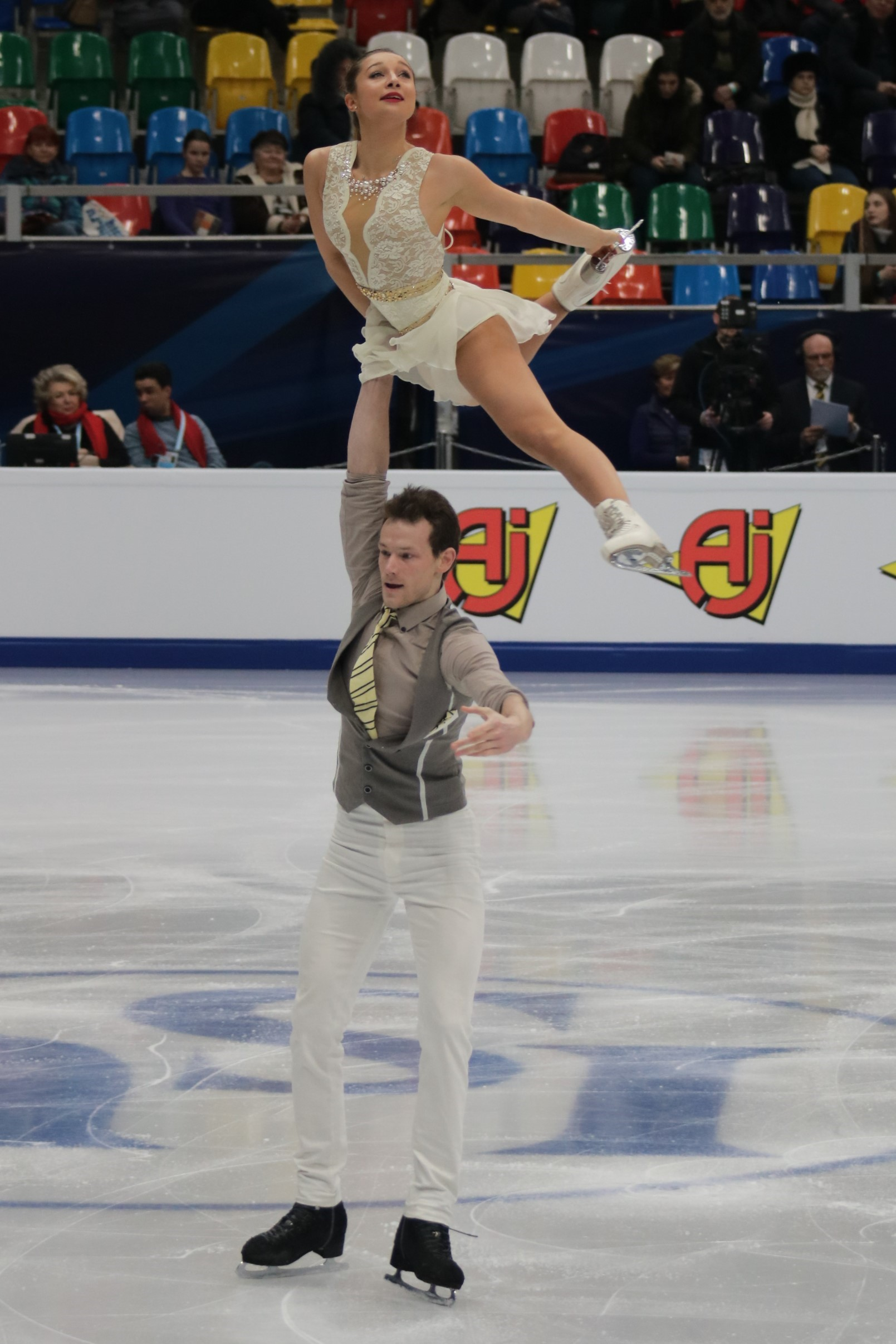
Лола Эсбрат и Андрей Новосёлов в 2018 году на Чемпионате Европы 2018

WD = фигуристы снялись с соревнований.
(с Д. Поповой)
| Соревнования/Сезон | 2014—2015 |
| ------------------ | --------- |
| Чемпионаты Франции | 2         |
| Турнир в Гааге     | 6         |

### За Россию

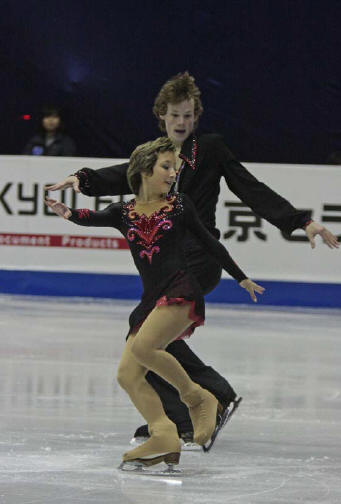
Сабина Имайкина и Андрей Новосёлов в 2008 году на финале юниорского Гран-при

(с Т. Новик)
| Соревнования      | 2011—2012 |
| ----------------- | --------- |
| Чемпионаты России | 8         |
| Icechallenge      | 4         |
| NRW Trophy        | WD        |

- WD = снялись с соревнований

(с Т. Даниловой)
| Соревнования                        | 2009—2010 | 2010—2011 |
| ----------------------------------- | --------- | --------- |
| Чемпионат России среди юниоров      | 8         |           |
| Золотой конёк Загреба               |           | 2         |
| Этапы юниорского Гран-при, Германия |           | 6         |
| Этапы юниорского Гран-при, Австрия  |           | 4         |

(с С. Имайкиной)
| Соревнование                              | 2007—2008 | 2008—2009 |
| ----------------------------------------- | --------- | --------- |
| Чемпионат России                          |           | 5         |
| Чемпионат России среди юниоров            | 8         | 3         |
| Финал юниорского Гран-при                 |           | 5         |
| Этапы юниорского Гран-при, Чехия          |           | 2         |
| Этапы юниорского Гран-при, Великобритания |           | 2         |
| Этапы юниорского Гран-при, США            | 7         |           |